# Жемайтис, Зигмас Юозович
Зи́гмас Жяма́йтис (Зигмас Жемайтис; (лит. Zigmas Žemaitis; 8 ноября 1884, деревня Дакторяй Свенцянского уезда Виленской губернии, ныне Игналинский район — 24 июня 1969, Вильнюс) — литовский советский математик, общественный деятель; заслуженный деятель науки Литовской ССР (1959), заслуженный деятель культуры Литовской ССР (1964).

## Биография
Родился в деревне в 2 км от местечка Тверячюс. В 1903—1909 годах учился в Одесском университете. С 1905 года принимал участие в литовской печати, публикуя различного рода корреспонденции, статьи, заметки на различные темы культурной, общественной, политической жизни. По окончании университета вернулся в Литву. В Вильне ему помог найти работу Д. И. Довгялло. Жямайтис работал в нескольких учебных заведениях, включая частную женскую гимназию; принимал участие в деятельности Литовского научного общества и Литовского художественного общества.
Во время Первой мировой войны был учителем литовской гимназии в Воронеже (1915—1918). В 1918 году основал литовскую среднюю школу в Швянчёнисе. Осенью 1919 года перебрался в Каунас и стал директором Коммерческого училища. Стал одним из организаторов и руководителей Высших курсов в Каунасе в 1920 году, на основе которых позднее возник Литовский университете (впоследствии Университет Витовта Великого). В 1922—1940 годах профессор каунасского Литовского университета. В 1929—1940 годах был также председателем Литовского аэроклуба.
С 1940 года профессор Вильнюсского университета, занимал должность проректора. В 1944—1964 годах заведующий кафедрой математического анализа Вильнюсского государственного университета. В 1946—1948 годах ректор Вильнюсского государственного университета. Был депутатом Верховного Совета Литовской ССР (1947—1950), вице-председателем Математического общества Литовской ССР (1961—1968).

## Научная деятельность
Научная деятельность включает главным образом методику и совершенствованию преподавания математики, а также истории математики. Принимал участие в усовершенствовании программ средних школ, в разработке литовской математической терминологии.

## Труды
- Geometrijos ir trigonometrijos terminų rinkinėlis. 1920
- Diferencialinio-integralinio skaičiavimo pagrindai. 1939
- Izaokas Newtonas («Исаак Ньютон»). 1927
- Matematikos istoriografija ir Moritz Cantor («Историография математики и Мориц Кантор»). 1930
- Didysis rusų mokslininkas P. L. Čebyševas («Великий русский математик П. Л. Чебышев»). 1958

## Награды и звания
- Заслуженный деятель науки Литовской ССР (1959)
- Заслуженный деятель культуры Литовской ССР (1964).

## Увековечение памяти
Архив хранится в Библиотеке Вильнюсского университета. В 1973 году скульптор Ляонас Жуклис создал барельеф «Проф. Зигмас Жямайтис». В 1979 году был выпущен почтовый конверт с портретом Жямайтиса в серии «400 лет Вильнюсскому университету».
Изданы сборник статей „Zigmas Žemaitis“ (Вильнюс, 1979) и библиографический указатель и собрание фотографий „Zigmas Žemaitis“ (Вильнюс, 2008).
В 1984 году в Каунасе в центральной части города на доме по улице В. Путвинскё открыта мемориальная таблица с текстом на русском и литовском языках:

В этом доме в 1937—1940 годах жил математик, заслуженный деятель науки Литовской ССР, профессор Зигмас Жемайтис
Оригинальный текст (лит.)Šiame name 1937—1940 m. gyveno matematikas, Lietuvos TSR nusipelnęs mokslo veikėjas, profesorius Zigmas Žemaitis

На открытом 17 ноября 2001 года мемориале литовской военной авиации (архитектор Альгимантас Микенас) в Каунасе имеется мемориальная плита в память Жемайтиса с надписью:

Проф. Зигмас Жемайтис, 1884 XI 8—1969 VI 24, создатель Литовского аэроклуба. 1928—1940 председатель ЛАК
Оригинальный текст (лит.)Prof. Zigmas Žemaitis, 1884 XI 8—1969 VI 24, Lietuvos aeroklubo kūrėjas. 1928—1940 LAK pirmininkas

В Швянчёнисе действует литовская гимназия имени Зигмаса Жямайтиса.

### Медаль имени Жемайтиса
К 100-летию со дня рождения Жямайтиса была учреждена памятная медаль его имени, предназначенная к награждению за заслуги перед литовским просвещением, культурой, наукой (скульптор Антанас Жукаускас). Медаль вручается по решению правления Математического общества Литвы.